# Aarau
Aarau este capitala cantonului elvețian Aargau. Locuitorii orașului vorbesc limba germană și sunt protestanți. Aarau se află în valea râului Aare, pe malul drept al său, la poalele Munților Jura. A fost fondat în 1250 d.C. și, în 1798, a fost capitala temporară a Republicii elvețiene.
Aarau este un important nod rutier, industria ocupându-se de fabricarea textilelor, clopotelor, instrumentelor matematice (de precizie), bunurilor electrice, încălțămintei și a altor produse.